# تود ريتشاردز (متزلج على الثلوج)
تود ريتشاردز (بالإنجليزية: Todd Richards)‏ هو متزلج على الثلوج أمريكي، ولد في 28 ديسمبر 1969 في ورسستر في الولايات المتحدة.

## وصلات خارجية
- تود ريتشاردز على موقع الاتحاد الدولي للتزلج (ركوب لوح الثلج) (الإنجليزية)
- تود ريتشاردز على موقع أوليمبيديا (الإنجليزية)
- تود ريتشاردز على موقع IMDb (الإنجليزية)